# シルクテンザンオー
シルクテンザンオー（Silk Tenzan O、1979年3月24日 - 不明）は、日本の競走馬、種牡馬。主な勝ち鞍に1982年のシンザン記念。
いわゆる華麗なる一族の一頭であり、半姉にイットー、半兄にニッポーキング、サクラアケボノ（道営記念）などがいる。また、甥にあたるハギノカムイオーは同年生まれで生産牧場・所属厩舎も同じであった。

## 競走馬時代
1981年11月28日、阪神競馬の3歳新馬戦に単勝1番人気で出走したが、オーゴンヤマニンの3着に敗れる。続い折り返しの新馬戦ではオンワードハヤブサに10馬身差の快勝で初勝利を挙げる。その後もさざんか賞（400万下）に勝利し、この年を終える。
明け4歳となり、1月10日のシンザン記念から始動、レースでは2着のワカテンザンに半馬身差ながら快勝した。その後は弥生賞を目指して東上したが熱発の影響で回避を余儀なくされ、さらに故障（深管骨瘤）でクラシックを断念し長期の休養に入ることとなった
5歳になった2月27日、阪神のオープンで復帰し4着、続くマイラーズカップではロングヒエンの4着。4月3日阪神の大阪杯でヒカリデユールの2着に入ったが深管骨瘤を再発、その後は復帰がかなわず引退となった。

## 競走成績
| 年月日 | 年月日 | 年月日 | 開催場 | 競走名       | 頭数 | 人気 | 着順 | 距離（状態）  | タイム | 着差  | 騎手     | 斤量 | 勝ち馬/（2着馬）       |
| 1981   | 1.     | 31     | 阪神   | 新馬         | 10   | 1    | 3着  | ダ1200m（重） | 1:13.1 | 1.3秒 | 伊藤清章 | 54   | オーゴンヤマニン       |
|        | 12.    | 6      | 阪神   | 新馬         | 10   | 1    | 1着  | 芝1400m（良） | 1:23.3 | 10身  | 伊藤清章 | 54   | （オンワードハヤブサ） |
|        | 12.    | 20     | 阪神   | さざんか賞   | 18   | 1    | 1着  | 芝1600m（重） | 1:37.5 | 3/4身 | 伊藤清章 | 54   | （セレーザ）           |
| 1982   | 1.     | 10     | 京都   | シンザン記念 | 12   | 2    | 1着  | 芝1600m（良） | 1:36.8 | 1/2身 | 伊藤清章 | 55   | （ワカテンザン）       |
| 1983   | 2.     | 27     | 阪神   | オープン     | 9    | 2    | 4着  | 芝1800m（良） | 1:50.2 | 0.8秒 | 伊藤清章 | 56   | タマトップ             |
|        | 3.     | 13     | 阪神   | マイラーズC  | 8    | 3    | 4着  | 芝1600m（不） | 1:37.7 | 0.3秒 | 伊藤清章 | 56   | ロングヒエン           |
|        | 4.     | 3      | 阪神   | 大阪杯       | 8    | 2    | 2着  | 芝2000m（良） | 2:03.4 | 0.1秒 | 伊藤清章 | 56   | ヒカリデユール         |

## 種牡馬時代
引退後は西山牧場で種牡馬となり、1994年まで繋養された。1993年の北九州記念優勝馬シルクムーンライトを出したものの、サイアーランキングは1992年の215位が最高と全体的には低調な種牡馬成績であった。父系子孫は残っていない。母の父としては、京成杯オータムハンデキャップ2着のニシノシタンを出している。
1996年4月3日付で用途変更となり、それ以降の動向はわかっていない。

### 主な産駒
- 1990年産
  - シルクムーンライト（北九州記念、中津記念）
  - シャルマンダンサー（金の鞍賞）

## 血統表
| シルクテンザンオーの血統（ボールドルーラー系 / Nasrullah 3×4×4=25.00%、Nearco 4×5×5×5=15.63%） | シルクテンザンオーの血統（ボールドルーラー系 / Nasrullah 3×4×4=25.00%、Nearco 4×5×5×5=15.63%） | シルクテンザンオーの血統（ボールドルーラー系 / Nasrullah 3×4×4=25.00%、Nearco 4×5×5×5=15.63%） | （血統表の出典）  | （血統表の出典） |
| 父 *ファーストドーン First Dawn 1971 鹿毛 アメリカ                                             | 父の父Bold Ruler 1954 鹿毛 アメリカ                                                            | Nasrullah                                                                                      | Nearco            | Nearco           |
| 父 *ファーストドーン First Dawn 1971 鹿毛 アメリカ                                             | 父の父Bold Ruler 1954 鹿毛 アメリカ                                                            | Nasrullah                                                                                      | Mumtaz Begum      |                  |
| 父 *ファーストドーン First Dawn 1971 鹿毛 アメリカ                                             | 父の父Bold Ruler 1954 鹿毛 アメリカ                                                            | Miss Disco                                                                                     | Discovery         | Discovery        |
| 父 *ファーストドーン First Dawn 1971 鹿毛 アメリカ                                             | 父の父Bold Ruler 1954 鹿毛 アメリカ                                                            | Miss Disco                                                                                     | Outdone           |                  |
| 父 *ファーストドーン First Dawn 1971 鹿毛 アメリカ                                             | 父の母Lovely Morning 1965 鹿毛 アメリカ                                                        | Swaps                                                                                          | Khaled            | Khaled           |
| 父 *ファーストドーン First Dawn 1971 鹿毛 アメリカ                                             | 父の母Lovely Morning 1965 鹿毛 アメリカ                                                        | Swaps                                                                                          | Iron Reward       |                  |
| 父 *ファーストドーン First Dawn 1971 鹿毛 アメリカ                                             | 父の母Lovely Morning 1965 鹿毛 アメリカ                                                        | Misty Morn                                                                                     | Princequillo      | Princequillo     |
| 父 *ファーストドーン First Dawn 1971 鹿毛 アメリカ                                             | 父の母Lovely Morning 1965 鹿毛 アメリカ                                                        | Misty Morn                                                                                     | Grey Flight       |                  |
| 母 ミスマルミチ 1965 鹿毛 北海道浦河町                                                         | 母の父*ネヴァービート Never Beat 1960 栃栗毛 イギリス                                          | Never Say Die                                                                                  | Nasrullah         | Nasrullah        |
| 母 ミスマルミチ 1965 鹿毛 北海道浦河町                                                         | 母の父*ネヴァービート Never Beat 1960 栃栗毛 イギリス                                          | Never Say Die                                                                                  | Singing Grass     |                  |
| 母 ミスマルミチ 1965 鹿毛 北海道浦河町                                                         | 母の父*ネヴァービート Never Beat 1960 栃栗毛 イギリス                                          | Bride Elect                                                                                    | Big Game          | Big Game         |
| 母 ミスマルミチ 1965 鹿毛 北海道浦河町                                                         | 母の父*ネヴァービート Never Beat 1960 栃栗毛 イギリス                                          | Bride Elect                                                                                    | Netherton Maid    |                  |
| 母 ミスマルミチ 1965 鹿毛 北海道浦河町                                                         | 母の母キユーピツト 1957 鹿毛 北海道浦河町                                                      | Nearula                                                                                        | Nasrullah         | Nasrullah        |
| 母 ミスマルミチ 1965 鹿毛 北海道浦河町                                                         | 母の母キユーピツト 1957 鹿毛 北海道浦河町                                                      | Nearula                                                                                        | Respite           |                  |
| 母 ミスマルミチ 1965 鹿毛 北海道浦河町                                                         | 母の母キユーピツト 1957 鹿毛 北海道浦河町                                                      | *マイリー                                                                                      | Supreme Court     | Supreme Court    |
| 母 ミスマルミチ 1965 鹿毛 北海道浦河町                                                         | 母の母キユーピツト 1957 鹿毛 北海道浦河町                                                      | *マイリー                                                                                      | Lusignan F-No.7-e |                  |

- 母ミスマルミチはナスルーラの3×3という濃いインブリードを持っているが、そこにさらにナスルーラの孫にあたるファーストドーンが交配されており、近親色の強い配合となっている。